# 東秦野村
東秦野村（ひがしはだのむら）は、神奈川県中郡にかつてあった村である。
1955年1月1日に秦野町、南秦野町、北秦野村と合併し秦野市になった。

## 歴史
- 1889年4月1日 - 町村制が施行。蓑毛村、小蓑毛村、西田原村、東田原村、名古木（ながぬき）村、寺山村、落合村が合併し大住郡東秦野村となった。
- 1896年4月1日 - 大住郡と淘綾郡が合併し中郡東秦野村となる[1]。
- 1955年1月1日 -合併により秦野市となる。同時に中郡から離脱。

## 廃止後
現在は秦野市の行政上、東地区と区分されている。住所には「秦野市蓑毛」など大字名が使われる。